# Compagnie des mines de Drocourt
La Compagnie des mines de Drocourt exploitait la houille dans le Bassin minier du Nord-Pas-de-Calais.

## Historique

### Avant 1880

#### Rencontre du terrain houiller au-dessous de la formation dévonienne
Jusque dans les dernières années avant 1880, on a considéré la rencontre du terrain dévonien dans les sondages de recherches, comme l'indice certain de l'absence du terrain houiller, et par suite de la houille. La formation dévonienne s'est en effet déposée avant la formation houillère ; elle ne doit exister qu'en-dessous de celle-ci, et lorsqu'on a pénétré dans la formation dévonienne, on ne doit plus avoir d'espoir de trouver le terrain houiller. Aussi, tous les sondages qui ont atteint le terrain dévonien étaient abandonnés et considérés comme négatifs.
Quelques travaux d'exploration et des observations géologiques, faits en Belgique et dans le Nord de la France jusque dans le Boulonnais, sont venus démontrer qu'il n'en est pas toujours ainsi, et que le terrain houiller peut, dans certains cas, être recouvert par le terrain dévonien. Les deux formations ont subi sur quelques points des replis immenses, sous forme de « S renversé », dont la partie supérieure a été dénudée, ce qui a ramené le terrain dévonien à recouvrir le terrain houiller.
Une théorie nouvelle est apparue, en vertu de laquelle on a été porté à croire que certaines recherches, abandonnées comme négatives, auraient conduit à des résultats positifs si elles avaient été continuées en profondeur.

#### Constitution de la Société de Vimy et du Midi de Courrières
C'est en s'appuyant sur de semblables considérations qu'un certain nombre d'industriels du Nord et surtout de la Belgique, forment en 1873, une association sous le nom de Société de recherches de Vimy et du Midi de Courrières.

#### Exécution de trois sondages

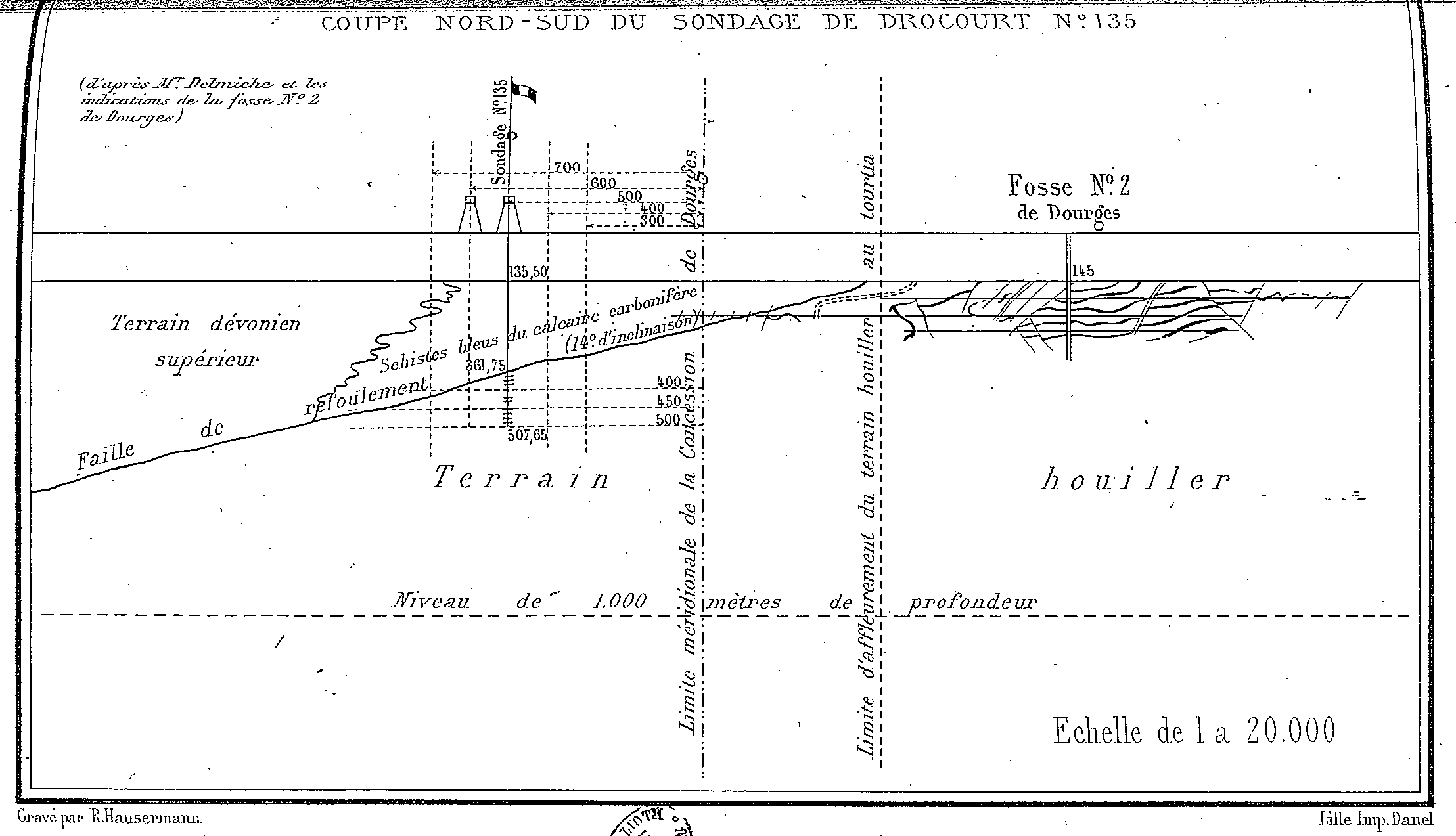
Coupe nord-sud passant par le sondage de Drocourt.

La nouvelle Société commence ses travaux par un sondage (no 133) à Vimy, à quatre kilomètres au sud de la concession de Courrières, le 15 avril 1873. Il rencontre le terrain dévonien à 151 mètres, et est continué jusqu'à 258,50 mètres, profondeur à laquelle il est abandonné. On pense, avec raison, que la position de ce sondage est trop éloignée de l'affleurement connu du terrain houiller au tourtia. Un deuxième sondage (no 134) est entrepris en 1874 à Méricourt, à 600 mètres environ de la limite de la concession de Courrières, et au sud d'un ancien sondage (no 260), exécuté en 1857 par une Compagnie de Méricourt, et qui a été abandonné dans le terrain dévonien.
Ce deuxième sondage de la Compagnie de Vimy est sorti du tourtia à 150,50 mètres. Il a traversé jusqu'à 253,50 mètres les mêmes grès rouges, verts, plus ou moins argileux que celui de Vimy, puis jusqu'à 441,50 mètres une série différente de schistes et de grès. Alors il entre dans le terrain houiller bien caractérisé, non seulement par des schistes et des querelles avec empreintes de végétaux fossiles, mais aussi par des veinules charbonneuses. Il est abandonné à 515,75 mètres au commencement de 1877.
À cette époque, la Compagnie de Vimy exécute un troisième sondage (no 135) à Drocourt, qui a été commencé le 15 juillet 1875. Ce sondage est situé à 600 mètres de la concession de Dourges, au sud et non loin de deux anciens sondages (nos 136 et 137) exécutés en 1858 par la Société Calonne, et abandonnés de 180 à 187 mètres dans un terrain schisto-calcaire. Après avoir rencontré au-dessous du tourtia, à 129 mètres, des schistes bleus et gris jusqu'à 361,75 mètres, il pénètre dans le terrain houiller, puis rencontre diverses couches de houille inclinées à 30° : une d'un mètre à 373,15 mètres constatée officiellement les 1 et 8 novembre 1876, une d'un mètre à 385,15 mètres constatée officiellement les 15 et 16 novembre 1876, et une de soixante centimètres à 494,65 mètres constatée officiellement les 29 et 30 mars 1877. Dans l'intervalle de 385 à 494 mètres, ce sondage traverse également six couches de houille de 50 à 80 centimètres, mais qui n'ont pas été constatées officiellement.
Le sondage de Drocourt est arrêté à 507,65 mètres en avril 1877. Il a amené des découvertes d'une importance capitale : neuf couches de houille grasse, renfermant 33 % de matières volatiles, dont quatre d'une épaisseur de 70 centimètres à un mètre. Leur composition indique qu'elles sont supérieures aux couches exploitées par la Compagnie de Dourges, qui n'ont que de 27,72 à 30,50 % de matières volatiles.

#### Concession
Dès la rencontre de la houille à Drocourt, la Société de Vimy forme une demande en concession, qui a reçu satisfaction par un décret du 22 juillet 1878. La concession de Drocourt s'étend au midi des concessions de Courrières et de Dourges, sur une superficie de 2 544 hectares. Plusieurs oppositions à la demande de concession de la Société de Vimy, et des demandes en concurrence se produisent. Ça a d'abord été celle de la Société de Liévin, qui, après les succès obtenus par les deux sondages de Méricourt et de Drocourt, installe en février 1877, un sondage à 600 mètres du premier. Il rencontra la base du tourtia à 141 mètres, puis les mêmes terrains que le sondage voisin de la Compagnie de Vimy. Le 31 octobre 1877, il est à 231,05 mètres.
La Compagnie de Dourges a aussi voulu mettre à profit les découvertes de la Société de Vimy et a repris une ancienne bowette au sud, ouverte à la fosse no 2 ou Mulot (renumérotée ensuite fosse no 3), à l'étage de 240 mètres. Cette galerie a atteint le 6 octobre 1877 la limite de la concession ; elle dépasse environ de 21,70 mètres cette limite, et n'est arrêtée qu'à la suite d'un arrêté du Préfet. Ces demandes en concurrence ont été repoussées. La Compagnie de Courcelles-lez-Lens, qui a obtenu une concession le 18 septembre 1877, a exécuté à l'ouest des terrains demandés par la Société de Vimy, deux sondages, l'un à Cuincy en 1875-76, qui a été abandonné à 473,50 mètres dans des grès schisteux gris, verts et rouges ; l'autre à Beaumont, qui, après avoir traversé 160 mètres de craie, et 290 mètres de calcaire carbonifère, a enfin atteint en août 1878, le terrain houiller à 450 mètres. La Compagnie de Courcelles n'a pas fait d'opposition à la Société de Vimy, se réservant de faire une demande d'extension de sa propre concession.
Les habitants de Drocourt ont produit dans l'instruction de la demande de la Société de Vimy, une réclamation ayant pour but d'obtenir le charbon nécessaire aux besoins des habitants, à un prix déterminé. Cette réclamation n'a pas été prise en considération.

#### Résultats obtenus
La Compagnie de Vimy a dépensé en sondages 213 585,55 francs, non compris les frais généraux. Elle a obtenu des résultats très remarquables qui indiquent la prolongation du terrain houiller sous les terrains dévoniens, à une grande distance des concessions actuelles. On estime que le terrain houiller, s'il existe, serait rencontré à 1 000 mètres de profondeur, à 2 200 mètres au sud de la concession de Courrières, en face du sondage de Méricourt, et à 3 050 mètres au sud de la concession de Dourges, en face du sondage de Drocourt.

#### Constitution de la Société d'exploitation
Après l'exécution du sondage de Drocourt qui a donné de magnifiques résultats, la Société de recherches de Vimy et du Midi de Courrières, se constitue en Société civile par acte du 6 juin 1877. Cette Société se transforme elle-même en Société anonyme commerciale, dans les termes de la loi du 24 juillet 1867, le 31 mars 1880, après l'obtention de la concession. Le capital social est fixé à cinq millions de francs, représenté par 5 000 actions de 1 000 francs, dont 1 800 libérées sont attribuées aux fondateurs, en compensation de leur apport. Les 3 200 actions restantes sont mises en souscription au taux de 1 000 francs, dans les premiers jours de juin 1881.
Le capital demandé a paru trop considérable et le public a mis peu d'empressement à souscrire les actions. Aussi, on se décide à réduire le capital à 3 500 000 francs, et l'Assemblée générale, dans ses délibérations des 4 et 22 septembre 1880, arrête définitivement les statuts de la Société d'exploitation, sur les bases reprises ci-dessous.

#### Statuts
La Société est constituée sous la forme anonyme commerciale dans les termes de la loi du 24 juillet 1867. Elle prend la dénomination de Compagnie des mines de
Drocourt. Le siège de la Société est à Hénin-Liétard. Sa durée est de 99 ans. Les fondateurs apportent à la Société la concession de Drocourt ; tous les biens meubles, les immeubles, d'une contenance de sept hectares 22 ares 65 centiares, les valeurs, droits et actions généralement quelconques, matériel, travaux de sondage, etc.
En représentation de leur apport, les fondateurs de la Société reçoivent 1 800 actions complètement libérées. Le fonds social est fixé à 3 500 000 francs, représenté par 1 800 actions libérées, 1 100 actions à émettre à 1 000 francs, et devant produire 1 700 000 francs, soit 3 500 actions.
Ce capital pourra être augmenté par l'Assemblée générale, jusqu'à concurrence de 1 500 actions à émettre à 1 000 francs. Chaque souscripteur est responsable du montant des actions souscrites par lui. Les actions sont nominatives. La Société est administrée par un Conseil composé de sept membres, devant posséder chacun 25 actions, et nommés par l'assemblée générale. La durée de leurs fonctions est de six ans. Le Conseil d'administration est investi des pouvoirs les plus étendus.
Chaque année, une somme de 10 000 francs est portée en frais généraux pour rétribuer les débours et indemnités dus au conseil d'administration. L'Assemblée générale nomme chaque année, trois commissaires chargés de lui faire un rapport sur la situation de la Société, sur le bilan et les comptes présentés par les administrateurs. L'Assemblée générale se réunit chaque année le troisième mardi de septembre. Elle se compose de tous les actionnaires possédant au moins cinq actions. Cinq actions donnent droit à une voix ; nul ne peut avoir plus de cinquante voix. L'ordre du jour est arrêté par le conseil, et l'assemblée ne peut délibérer que sur les objets portés à l'ordre du jour. L'année sociale commence le 1er juillet et finit le 30 juin.

#### Dépenses au 21 août 1880

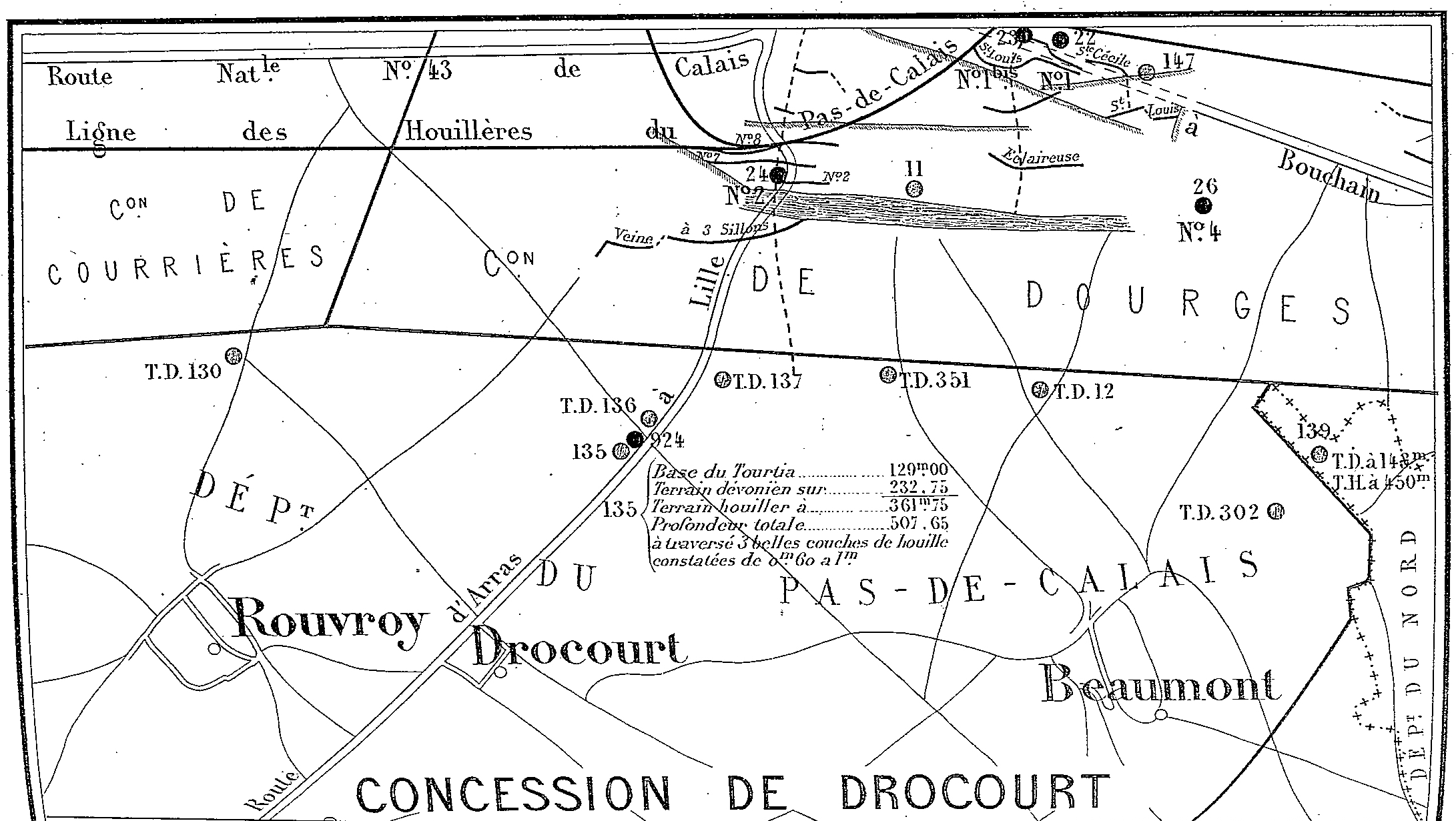
État des travaux vers 1880.

D'après l'article no 9 des statuts, la nouvelle Société doit acquitter tous les frais et débours faits depuis le 21 août 1880, jusqu'à la constitution définitive
de la Société. Trois experts ont été nommés pour fixer ces dépenses ; ils les arrêtent à 329 501,78 francs, dont 108 563,38 francs pour le prix des terrains apportés en Société, 47 153,02 francs pour les marchandises en magasin, 95 888,25 francs pour les constructions, 53 059,58 francs pour les frais généraux et les intérêts des avances, 8 911,38 francs pour le matériel, et 15 926,18 francs pour les dépenses diverses.
Cette somme de 329 501,78 francs est à prélever sur le premier versement des actions payantes. Ce premier versement, de 250 francs, a produit 425 000 francs. Un deuxième versement, également de 250 francs, appelé le 15 janvier 1881, a fourni 425 000 francs. Le total des versements est de 850 000 francs. Il restait donc pour effectuer les travaux 520 498,22 francs, plus 500 francs à appeler sur 1 700 actions soit 850 000 francs. Le total des ressources est de 1 370 498,22 francs.

### Après 1880
Le fonçage d'un premier puits débute en 1878, sur le territoire de Beaumont-en-Artois, aujourd'hui Hénin-Beaumont. Des fortes venues d'eau ralentissent les travaux car elle désagrègent les terrains traversés. En 1881, la profondeur atteinte n'est que de 112 mètres. En 1883, l'extraction débute. M. Delmiche est directeur ingénieur. Il est aidé dans ses tâches par M. Bardiaux. En 1892, 212 000 tonnes de charbon sont extraites de la seule fosse de la Compagnie ; 900 hommes, 130 enfants et deux femmes y travaillent. La production est de 296 264 tonnes en 1892, et 370 000 tonnes en 1894. Cette année-là, le second siège appelé no 2 ou fosse Nouméa est mis en service à Rouvroy, après trois années de travaux.
En 1895, Messieurs Limelette, Heirman, Durant, Fontbarré de Fumal, Dumercy, Quilliet et Dufourt constituent le conseil d'administration. Les quatre premiers sont belges. Le puits no 3 ou Congo est foncé cette même année. En 1897, 540 000 tonnes sont produites ; 2 474 hommes, 376 enfants et 130 femmes sont alors employés. Le 21 mars 1901, à la fosse no 1, un coup de grisou entraîne la mort de sept mineurs,.
Le fonçage d'un quatrième puits débute en 1909, dans la commune de Méricourt. En 1910, le travail de 2 391 hommes au fond et 786 au jour permet à la Compagnie d'extraire 504 000 tonnes, soit un peu moins qu'en 1897. Le puits no 4 commence à produire en 1911, date à laquelle le puits no 5 est creusé sur le même site. En 1912, le directeur de la Compagnie est M. Mason. M. d'Auzon est l'ingénieur en chef. L'année suivante, on dénombre 3 652 ouvriers, dont 2 676 au fond, et 786 au jour. La Compagnie possède une caisse de secours, 1 067 maisons, et quatre écoles primaires où sont inscrits 1 207 élèves. La production atteint 654 190 tonnes. La concession est envahie en 1914 à la suite du déclenchement de la Première Guerre mondiale. La production est arrêtée, toutes les installations sont détruites.
En 1920, le directeur de la Compagnie est M. Vircly. Elle possède un lavoir, soixante-quinze fours à coke, cinq kilomètres de voies ferrées, et un rivage à Pont-à-Vendin. En 1923, M. Beaugrand est directeur, M. d'Auzon ingénieur en chef. François Liétard et Michel Richard sont délégués mineurs. Un décret du 13 mars 1925 réunit la Compagnie des mines de Drocourt à celles de Nœux et de Vicoigne.
En 1930, les cinq fosses sont dirigées par M. Jourdan. Les délégués mineurs sont Albert Courbois, Achille Marles, et Michel Richard. Sur le territoire d'Hénin-Liétard, aujourd'hui Hénin-Beaumont, le fonçage du puits no 7 est entrepris, puis, en 1931, le puits no 6. En 1939, Messieurs Malmaison et Barthélémy dirigent la Compagnie, qui compte vingt-deux ingénieurs et 4 174 ouvriers, dont 2 732 mineurs au fond, et 1 144 au jour. En 1946, la Compagnie est nationalisée, et intègre avec les Compagnies de Courrières et de Dourges le Groupe d'Hénin-Liétard.

## Les fosses

### Fosseno1
50° 24′ 10″ N, 2° 56′ 12″ E
1879 - 1952

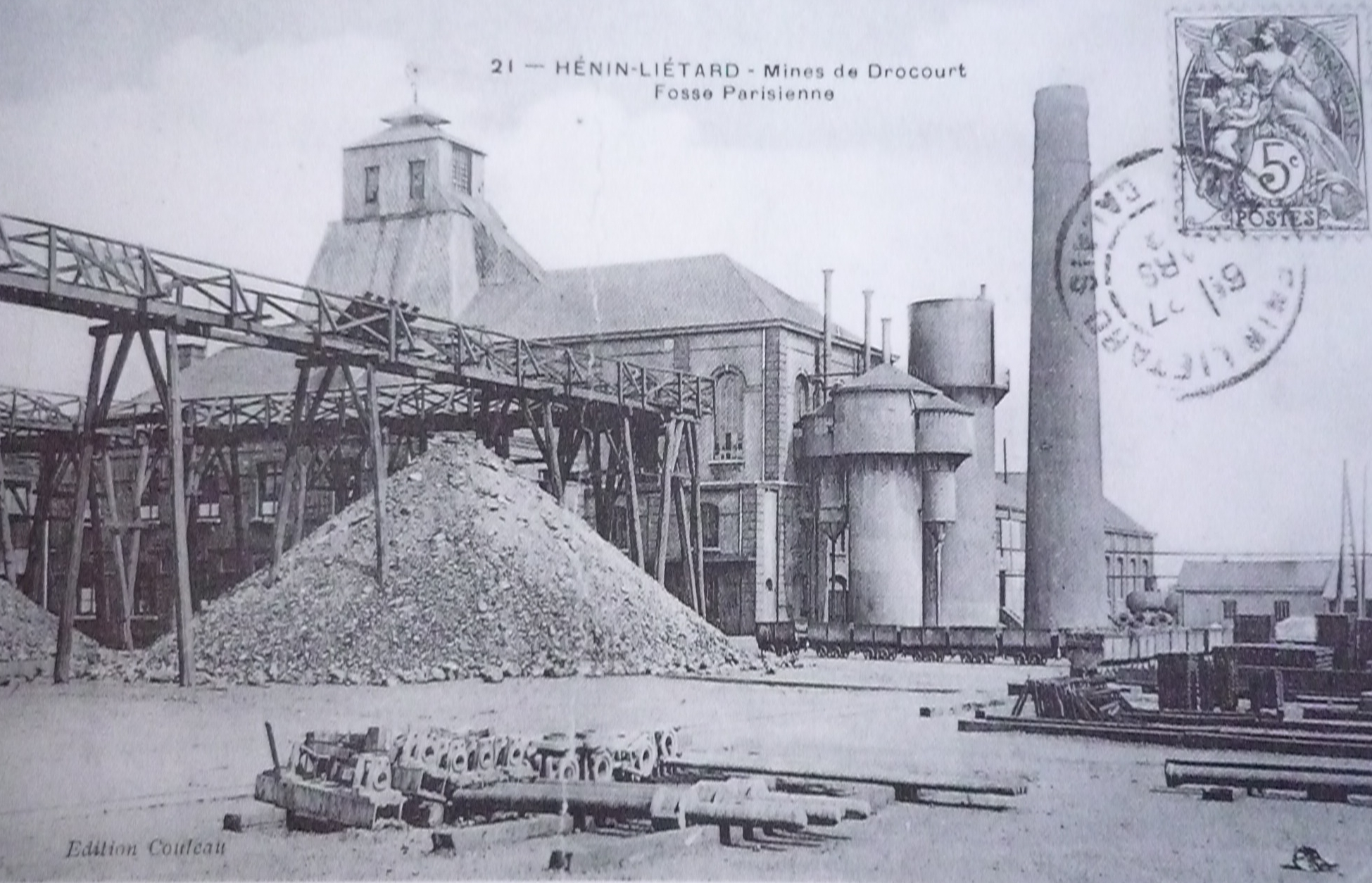
La fosse no 1 vers 1900.

La Société civile a commencé dès 1879 l'ouverture d'un puits, no 1 ou La Parisienne, au sud de la commune d'Hénin-Beaumont, près du sondage de Drocourt qui a fait de belles découvertes. À peine entré dans le niveau, la venue d'eau s'élève à 80 000 hectolitres par 24 heures. Les terrains sont désagrégés, et exigent pour être maintenus en place, un boisage provisoire très soigné. Le cuvelage est constitué de dix-huit pans de bois. Il a fallu mettre en marche une machine d'épuisement à traction directe de 150 chevaux, et deux pompes de 55 centimètres de diamètre.
Mais les terrains se raffermissent dans la profondeur, et des picotages successifs retiennent bientôt les eaux. Le cuvelage commencé le 25 octobre 1880 a été terminé le 20 mars 1881 à 79,48 mètres de profondeur. Le puits de Drocourt est creusé au diamètre de 4,50 mètres dans le cuvelage. L'extraction des déblais s'effectue au moyen d'une machine à deux cylindres conjugués et horizontaux de la force de cent chevaux. Le 1er mai 1881 le puits a atteint la profondeur de 112 mètres.
Une fois ces niveaux franchis, le creusement progresse beaucoup plus vite. En 1883, le terrain houiller est rencontré à 291,80 mètres. L'extraction commence avec une production de 1 524 tonnes de charbon gras. Des étages de recette sont ouverts à 250, 592, 550 et 609 mètres. Le puits est remblayé en 1952.
La fosse est devenue le siège du Service Géologie, et possède notamment un simulateur d'aérage.

### Fosseno2
50° 24′ 26″ N, 2° 54′ 43″ E
1891 - 1979

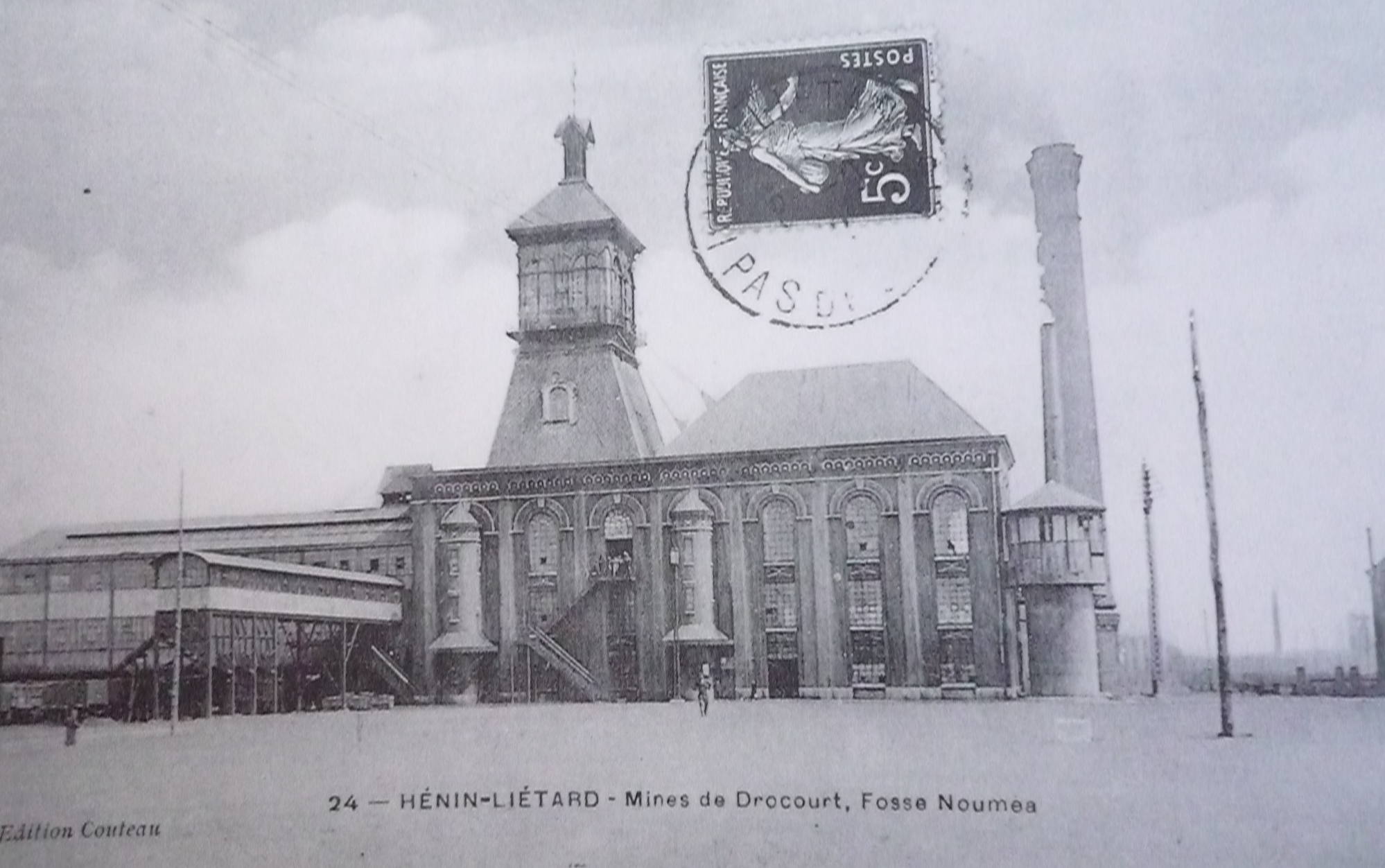
La fosse no 2 vers 1900.

Le creusement du puits no 2 dit Nouméa est entrepris par le bas via la fosse no 1 à partir de 1891, à Rouvroy. Le diamètre est de 4,50 mètres, la fosse commence à produire en 1894.

### Fosseno3
50° 24′ 24″ N, 2° 55′ 49″ E
1895 - 1958

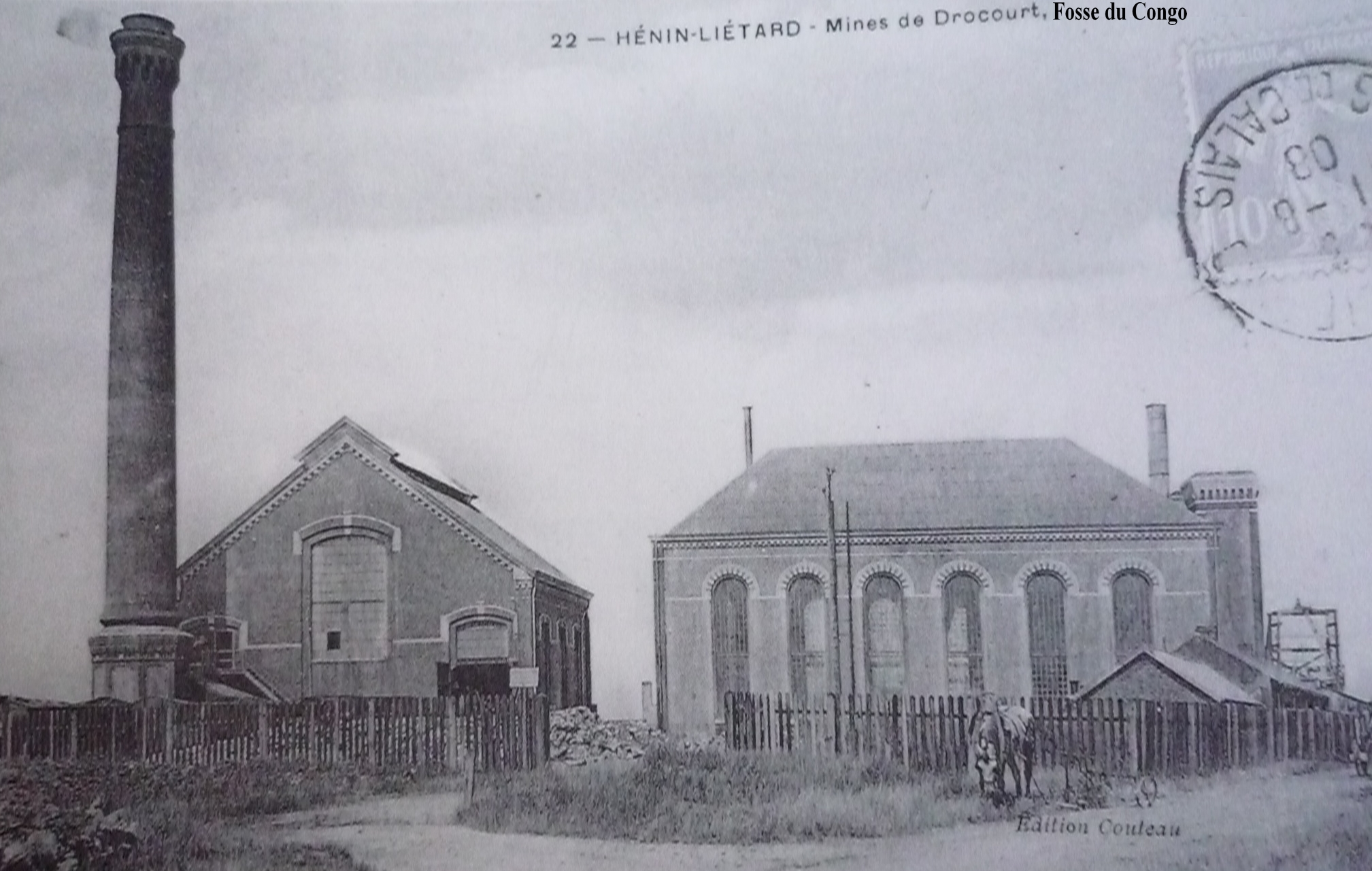
La fosse no 3 vers 1908.

Le puits no 3 ou du Congo est foncé à partir de 1895 avec un diamètre de 4,50 mètres à Hénin-Beaumont. Il est destiné à servir à l'aérage. Le puits est remblayé en 1958, sa profondeur est de 873 mètres.

### Fosseno4 - 5
Puits no 4
50° 24′ 11″ N, 2° 52′ 31″ E
1909 - 1988
Puits no 5
50° 24′ 10″ N, 2° 52′ 32″ E
1911 - 1988

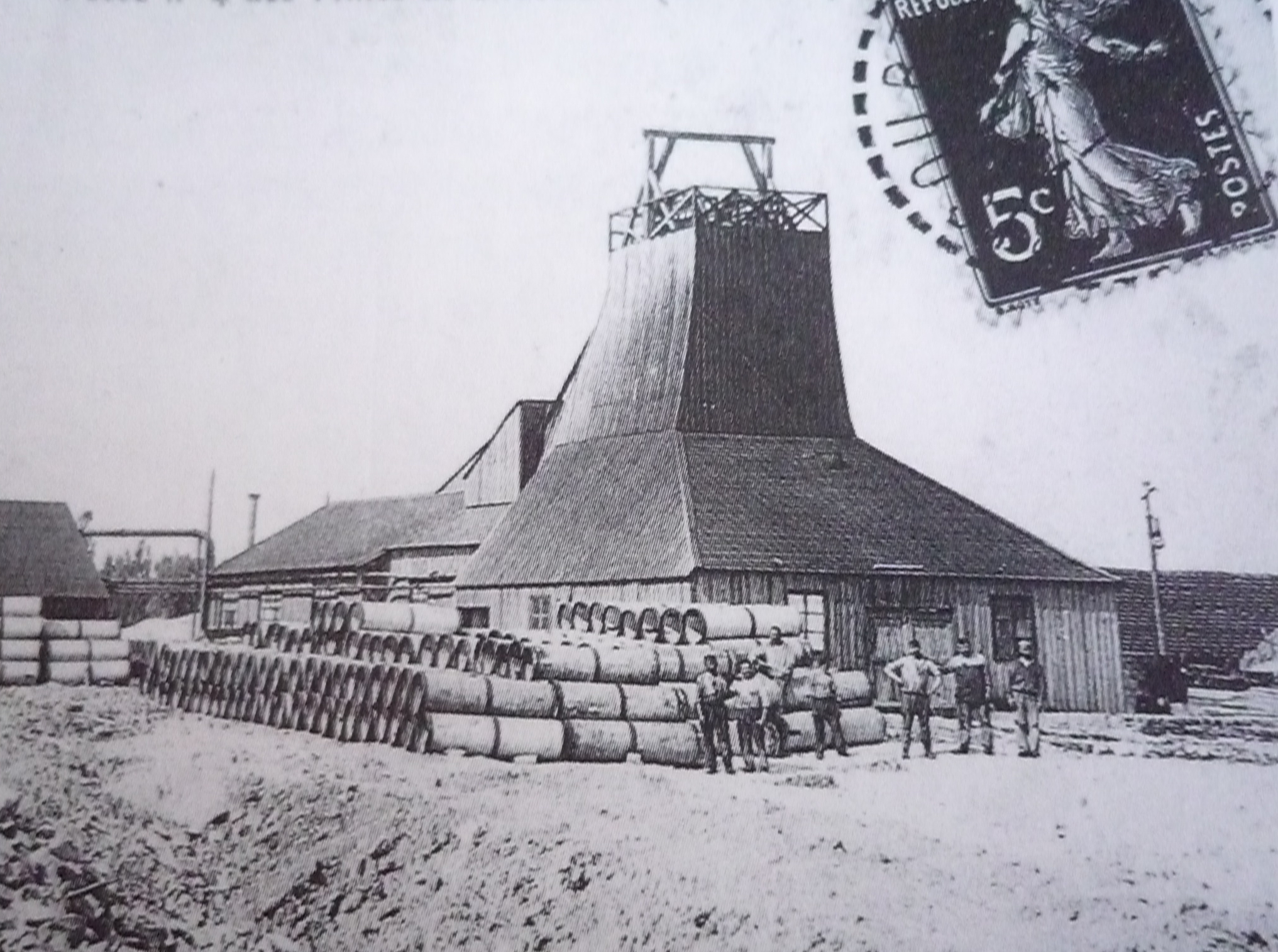
Le chevalement de fonçage vers 1909.

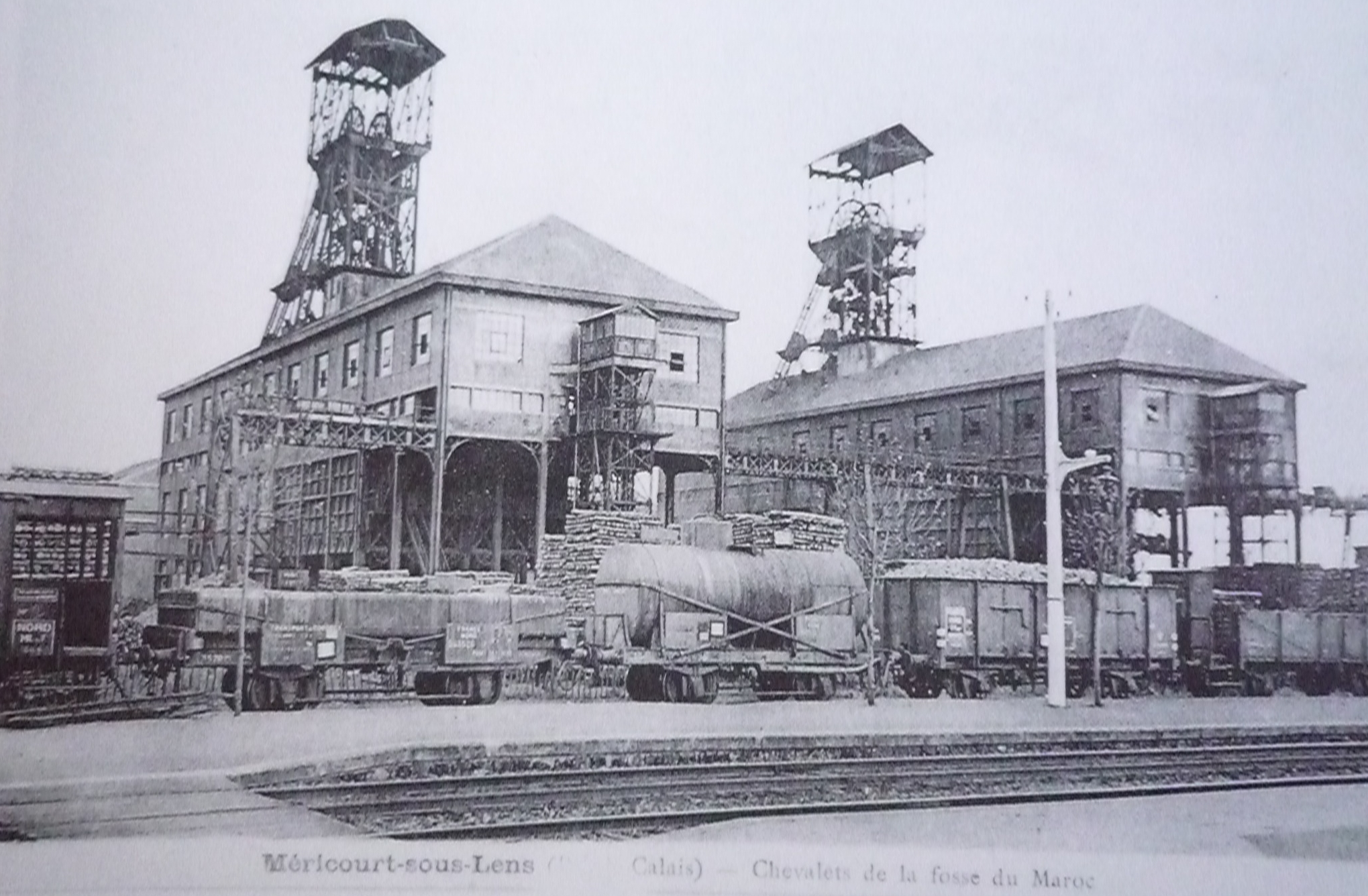
La fosse no 4 - 5 vers 1925

Le fonçage du puits no 4 dit du Maroc débute en 1909 à Méricourt. L'extraction commence en 1911, date à laquelle commence le fonçage d'un puits no 5 situé à quelques décamètres du précédent, pour servir d'aérage. La profondeur finale du puits no 4 est de 995 mètres, celle du puits no 5 de 1 012 mètres.

### Fosseno6 - 7
Puits no 6
50° 24′ 00″ N, 2° 58′ 22″ E
1931 - 1968
Puits no 7
50° 24′ 00″ N, 2° 58′ 19″ E
1930 - 1968
Le fonçage du puits no 7 débute en 1930, celui du puits no 6 en 1931, sur le territoire de Beaumont-en-Artois, aujourd'hui Hénin-Beaumont,.

## Terrils
- no 84 : 2 sud de Drocourt
- no 91 : 6 / 7 de Beaumont
- no 97 : 4 / 5 sud de Drocourt
- no 101 : Lavoir de Drocourt
- no 205 : 1 de Drocourt